# Toyota Previa
O Toyota Previa, Estima ou Tarago (na Austrália) é um monovolume de porte médio-grande produzido pela Toyota Motor Corporation desde 1990.
Algumas versões foram equipadas com transmissão continuamente variável (Câmbio CVT).
Foram também produzidas versões híbridas.

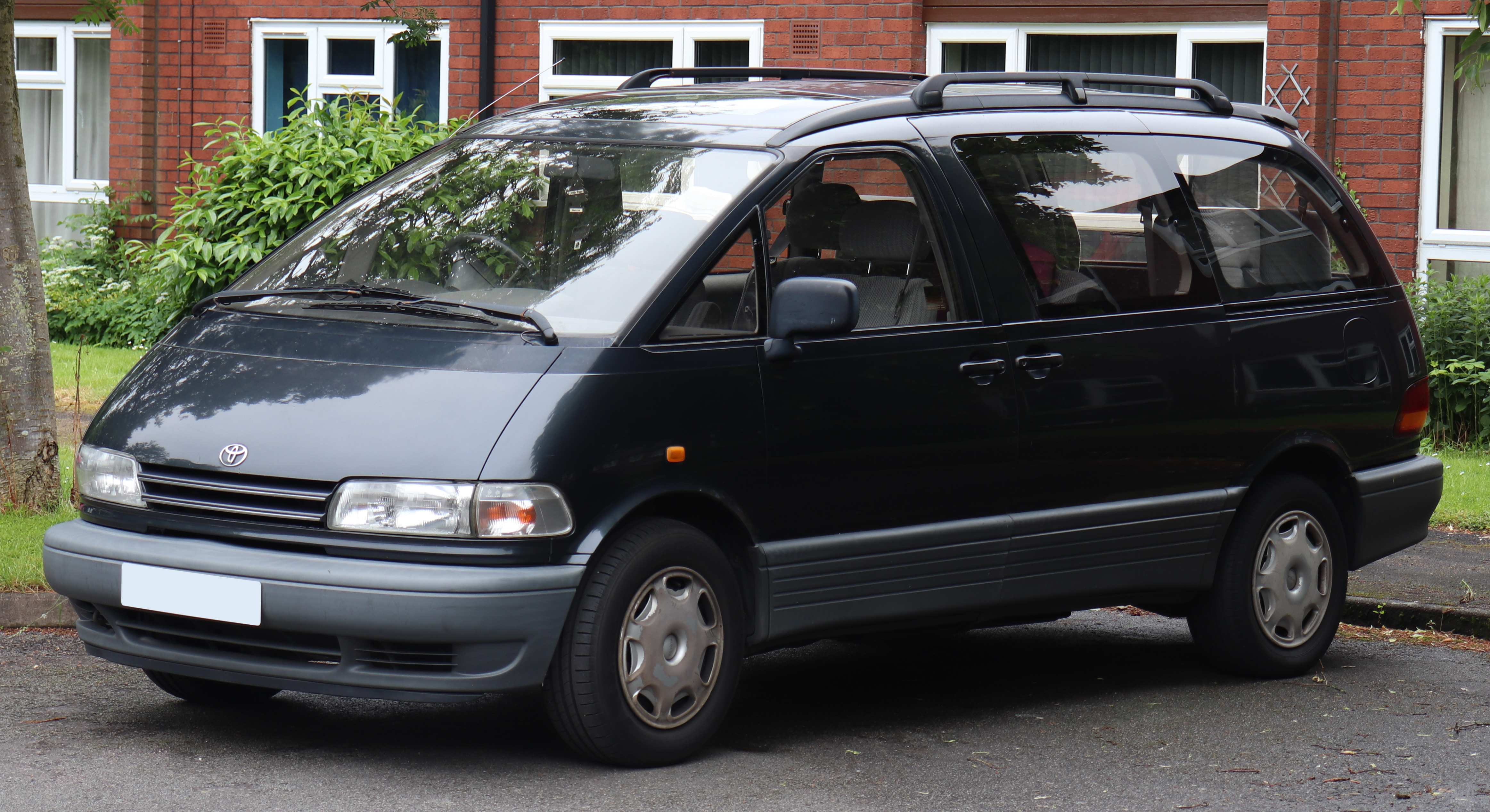
Primeira Geração
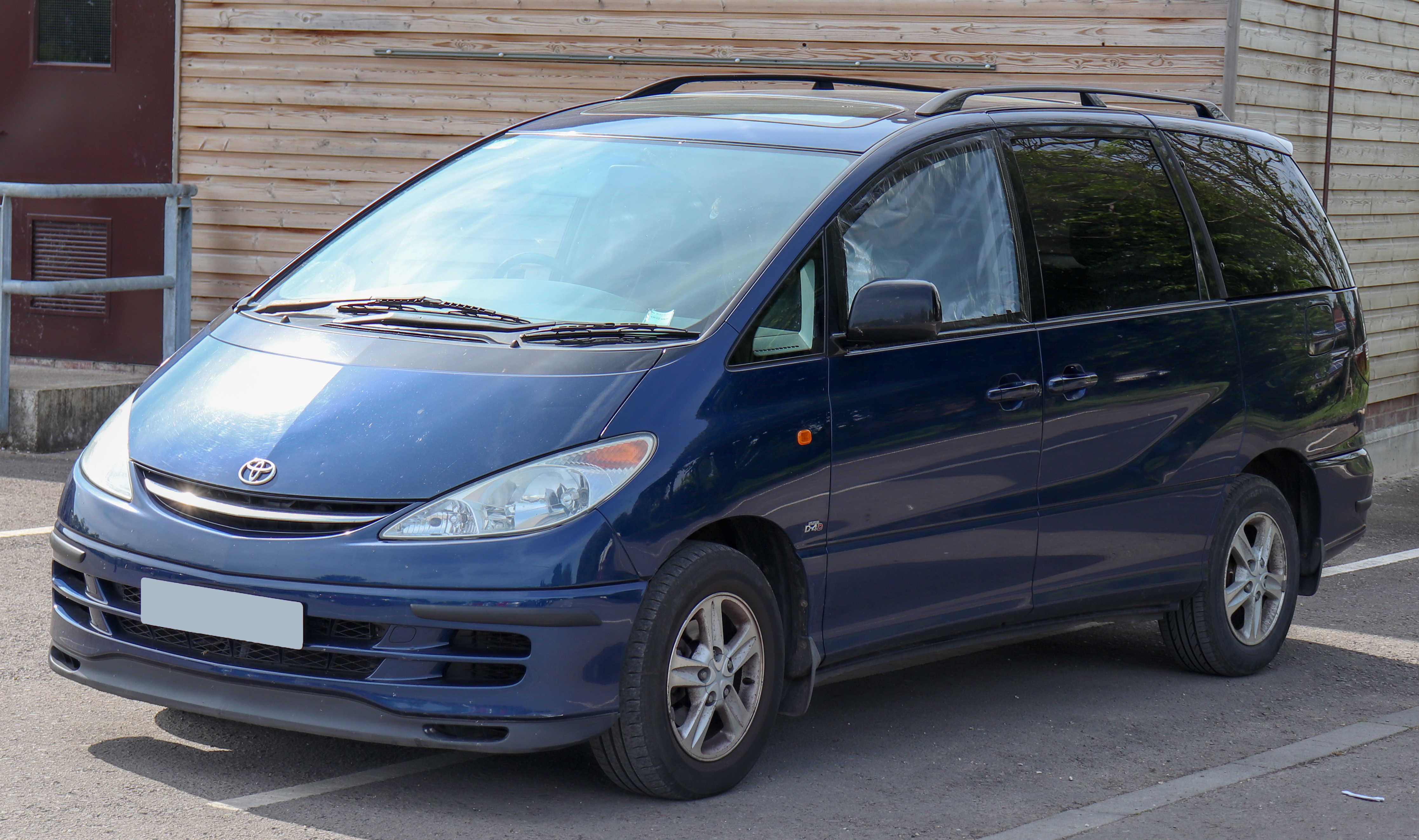
Segunda Geração
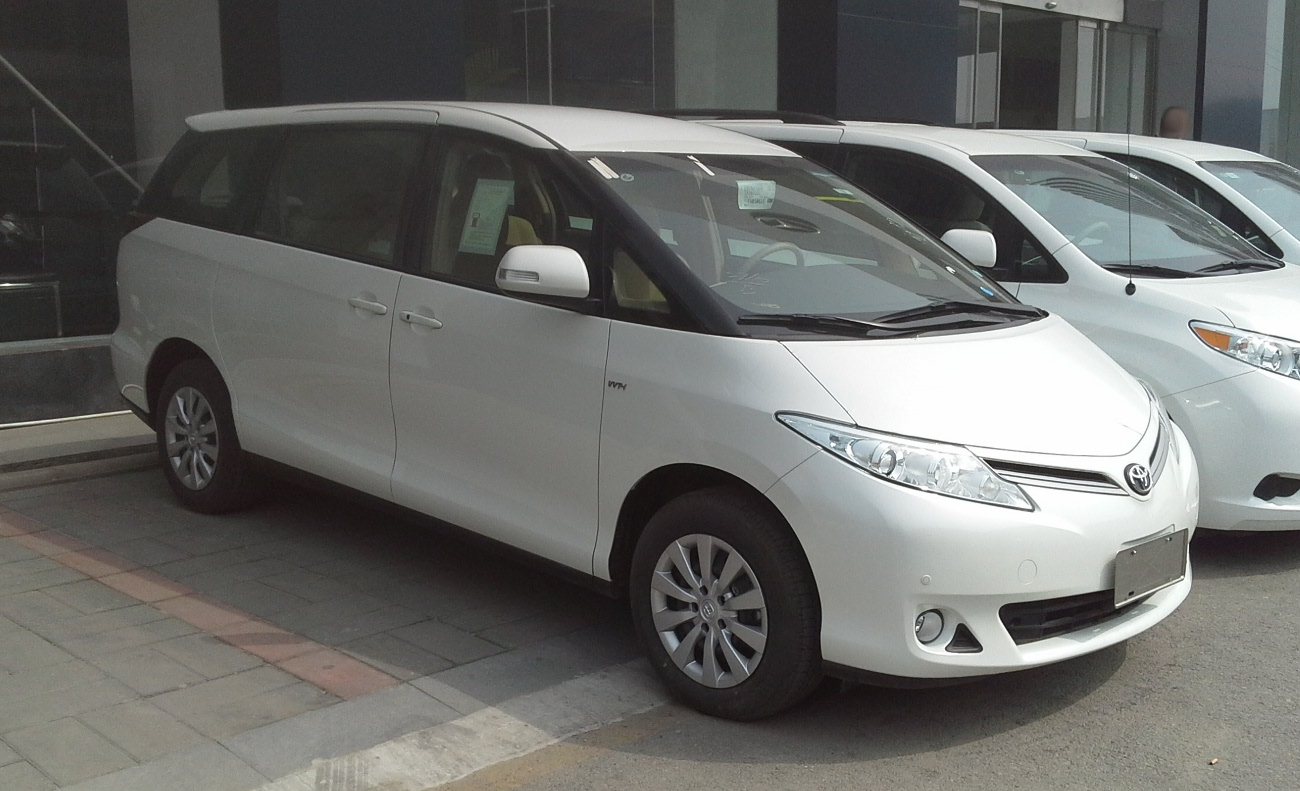
Terceira Geração
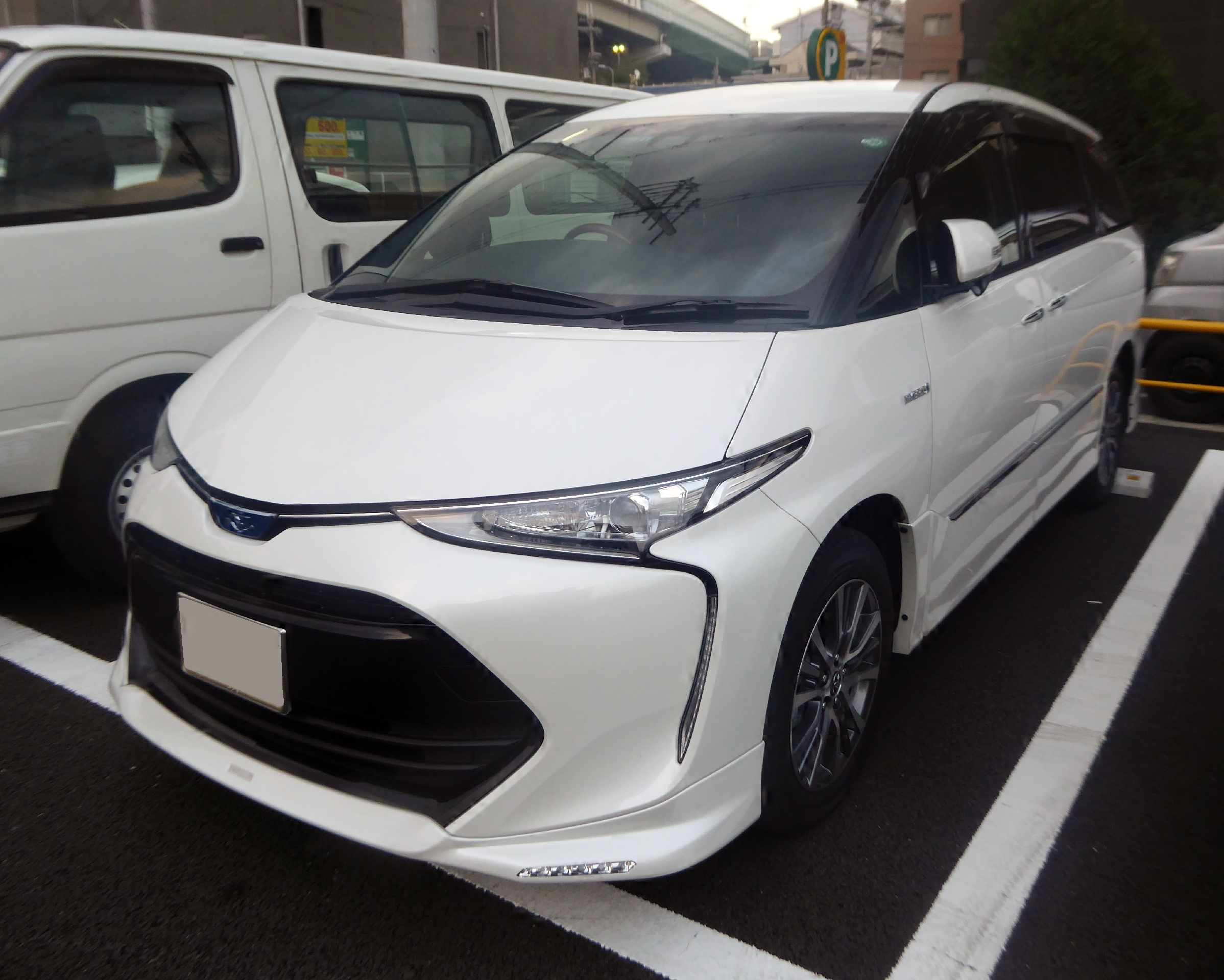
Híbrido